# Perceptometrie
Perceptometrie (percetometry) ist in der Psychophysik die Messung von Wahrnehmungsprozessen. Das erste Verfahren dieser Art wurde von Gunnar Borg mit der Borg-Skala Ende der 1950er Jahre in Schweden entwickelt.  Borg wandte die Skala zunächst bei standardisierbaren physischen Leistungen (z. B. auf dem Ergometer) und dem Sport an. Während in der Iwan Petrowitsch Pawlow folgenden deutschen Tradition von einem stabilen Zusammenhang von Belastung und Beanspruchung ausgegangen wurde (beim Intervalltraining wurden daher die Pulswerte von Herbert Reindell bestimmt), überließ Gösta Olander beim Fartlek in der schwedischen Tradition den Sportlern die Belastungsintensität und orientierte sich an deren Wahrnehmung der Belastung. Borg und in der Folge die International Society for Psychophysics bemühen sich, den Zusammenhang zwischen Belastung und deren subjektiver Wahrnehmung quantifizierbar zu machen. Die Verfahren setzen voraus, dass der Geist als Ort der Wahrnehmung nicht nur auf die Steuerung psychophysischer Prozesse, sondern auch auf deren Stärke Einfluss nehmen kann.